# Bronwenia ferruginea
Bronwenia ferruginea là một loài thực vật có hoa trong họ Malpighiaceae. Loài này được (Cav.) W.R.Anderson & C.Davis mô tả khoa học đầu tiên năm 2007.